# Túmulos Han de Dahuting
Os túmulos Han de Dahuting (chinês tradicional: 打虎亭漢墓, literalmente, "Túmulos Han de Dahuting M1-M2")  são túmulos da dinastia Han oriental de Zhang Boya e sua esposa na aldeia de Dahuting, situados na metrópole Xinmi(新密市) de Zhengzhou, província de Henan, na China.
O sítio arqueológico é dividido em dois túmulos. , Totsuka é menor e é compilado como túmulo número dois. As câmaras funerárias dos dois são feitas de alvenaria e misturadas com juntas de alvenaria brancas e cinza. Há retratos e murais no túmulo. O túmulo é um dos maiores cemitérios da dinastia Han e foi listado como uma unidade nacional de proteção de relíquias culturais em 1982.

## Descoberta e história
Em dezembro de 1959, trabalhadores da construção civil cavando a oeste da vila Dahuting, no condado de Mi (agora Xinmi), encontraram os limites sul de dois túmulos subterrâneos construídos de pedra e tijolo. O Instituto de Relíquias Culturais da Província de Henan escavou os dois túmulos, designados M1 e M2, de fevereiro a dezembro de 1961. As escavações subseqüentes da área a partir do outono de 1977 revelaram nove enterros de satélite em torno de M1 e M2. Um relatório sobre os túmulos M1 e M2 foi publicado pela Cultural Relics Publishing, Beijing em 1993.  O relatório contém a impressão de desenhos, desenhos de linhas e fotos em preto e branco e em cores com os desenhos arquitetônicos da escala. Através dessa combinação de mídias, a correspondência entre os programas decorativos dos túmulos e sua estrutura construída é claramente ilustrada e contextualizada.

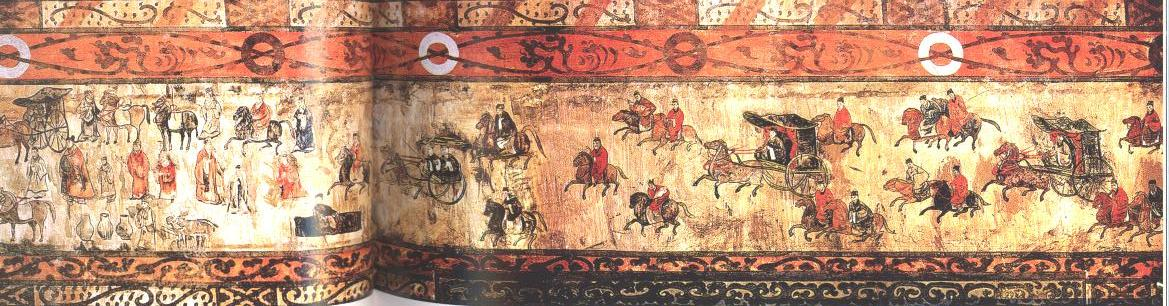
Mural de coches de gala e cavalaria